# Zijdeglansbladsnuitkever
De zijdeglansbladsnuitkever (Polydrusus formosus), ook wel zijden snuittor, groene struiksnuittor of 
groene struiksnuitkever genoemd, is een keversoort uit de familie snuitkevers (Curculionidae).

## Beschrijving
De zijdeglansbladsnuitkever is een slanke, langwerpige snuitkever van vijf tot zeven millimeter groot. Het exoskelet is zwart en bedekt met smaragdgroene ronde schubben. Deze kunnen makkelijk worden verwijderd, waardoor beschadigde kevers aanzienlijk donkerder zijn. De lange, slanke antennes zijn rood met een zwart knotsvormig uiteinde. Tussen de ogen bevindt zich een korte groef. De dekschilden (elytra) zijn opvallend gestreept. Bij het mannetje lopen ze taps toe naar achteren en eindigen in een punt. Bij het vrouwtje zijn de dekschilden duidelijk breder en is de punt stomper. De poten zijn lichter gekleurd dan het lichaam en zijn relatief lang en robuust.
Kevers uit het geslacht Polydrusus lijken veel op de Phyllobius-soorten. De aanhechting van de antennes bevinden zich bij de eerste groep echter aan de zijkant van de snuit (rostrum) en zijn van bovenaf gezien niet zichtbaar.

## Verspreiding
De zijdeglansbladsnuitkever is inheems in heel Europa, inclusief de Britse Eilanden en het noorden van Scandinavië. Het verspreidingsgebied strekt zich naar het oosten uit tot in Siberië en Mongolië. De kever is geïntroduceerd in het noordoosten van de Verenigde Staten.

## Habitat en leefwijze

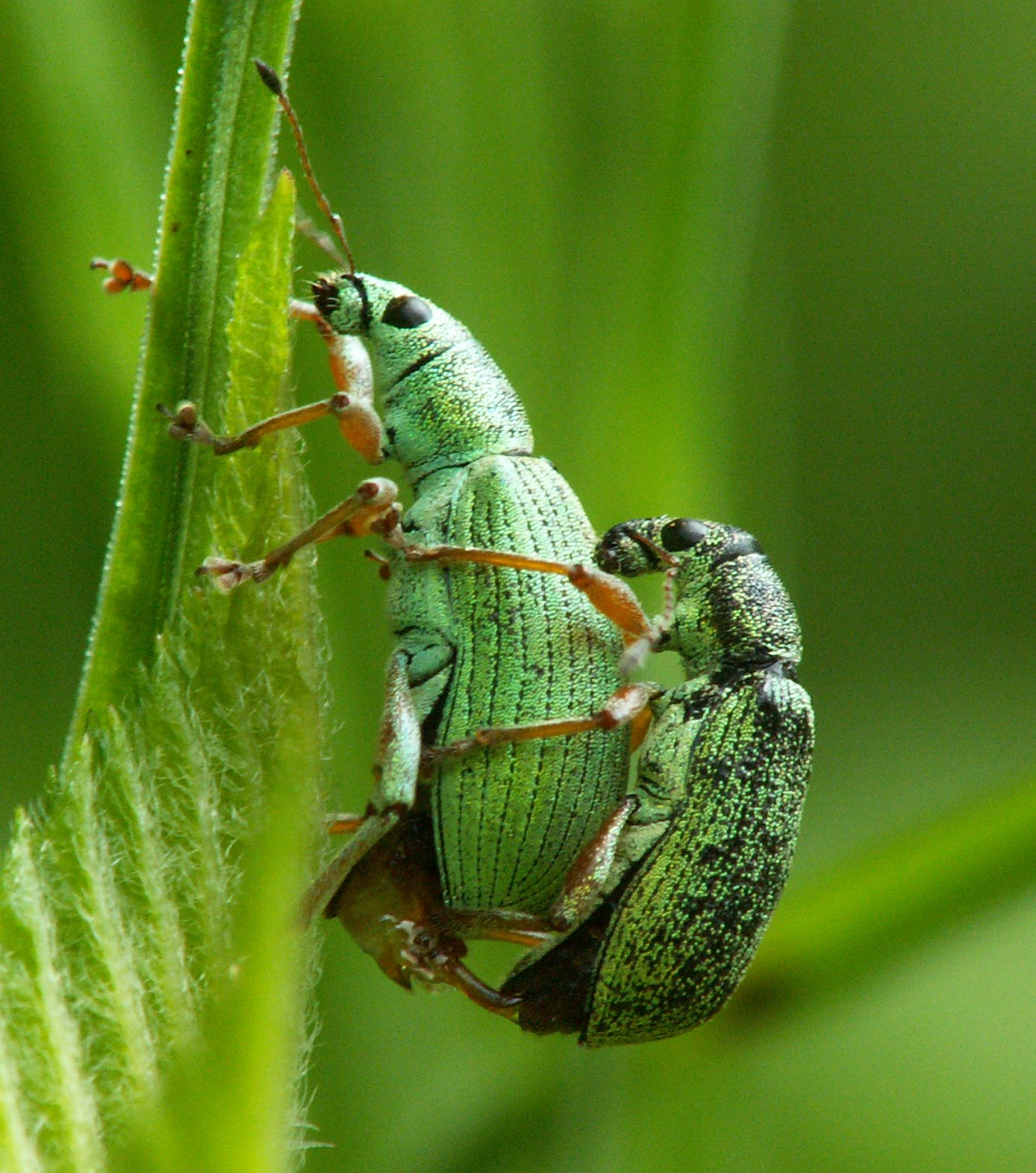
Paring

Typische habitats zijn houtwallen, parken en braakliggende terreinen, maar de kever kan in elk gebied worden aangetroffen waar voldoende waardplanten aanwezig zijn. Hij heeft een voorkeur voor berken, maar leeft ook op andere loofbomen, waaronder eiken, beuken, populieren, hazelaars, meidoorns en Prunus-soorten.
De volwassen kevers zijn actief van april of mei tot juli of begin augustus. Ze voeden zich met blad- en bloemknoppen, jonge bladeren en bloesem. Ook eten ze van vruchten en kunnen kurkachtige littekens op de schil veroorzaken.
De kevers paren in de lente. De eitjes worden afzonderlijk of in kleine groepen gelegd in de grond of in de schors of bladeren van de waardplant. De larven ontwikkelen zich tot in de zomer en voeden zich met sappige plantwortels. In de late zomer of herfst zijn ze als larve geheel ontwikkeld en zijn dan zeven millimeter lang. Ze overwinteren in de grond en verpoppen daar in de lente.